# Cerambyx juvencus
Cerambyx juvencus là một loài bọ cánh cứng trong họ Cerambycidae.